# Opal'TV
Opal'TV - La télévision de la Côte d'Opale est une chaîne de télévision généraliste locale française de la Côte d'Opale et de la Flandre française ayant émis entre 2011 et 2014.

## Histoire de la chaîne
Après un appel lancé par le CSA pour la diffusion d'une chaîne dans le secteur de Boulogne-sur-Mer à Dunkerque, deux sociétés ont fait parvenir leurs dossiers de candidatures : Grand Lille TV avec le projet Grand Littoral TV et la société SAEM TV Côte d’Opale, composé du syndicat mixte de la Côte d'Opale, de Dunkerque Grand Littoral et de La Voix du Nord, avec le projet TV Côte d'Opale.
Le 20 juillet 2010, le CSA choisi la chaîne TV Côte d'Opale qui adopte, en août 2011, son nom définitif Opal'TV.
La chaîne diffuse ses programmes sur le canal 22 de la TNT à partir du 14 novembre 2011, puis sur le canal 32 depuis l'arrivée des six nouvelles chaines de la TNT le 17 décembre 2013.
Accusant un déficit de près de 800 000 €, la chaine arrête ses productions internes le 26 mai 2014, ne diffusant plus que des rediffusions. Elle licencie plus de 50 % du personnel le 2 juin 2014 et est mise en redressement judiciaire le 10 juin 2014.
La chaine est rachetée par la chaine locale du Nord, Wéo (appartenant au groupe La Voix et actionnaire dès le début de la chaîne). La reprise de la diffusion a lieu le 8 septembre 2014(si le CSA n'abroge pas l'autorisation d'émettre sur les 2 émetteurs (source ECO 121, Dailynord et le Journal des Entreprises)).
Mais fin-septembre 2014, Opal'TV a déjà cessé d'émettre, fermant également son site internet. Sa chaine Dailymotion, qui regroupe les archives de la chaine, reste disponible.
En novembre 2016, c'est finalement le projet Grand Littoral TV qui est approuvé par le CSA pour reprendre une diffusion sur la zone Boulogne-Dunkerque.

## Programmes
Opal'TV consacre une large part de son antenne à l'information locale des bassins de vie de Dunkerque, Calais, Saint-Omer, Boulogne-sur-Mer, du sud de la Côte d'Opale et de la Flandre, soit plus d’un million de personnes. La chaîne se situe dans un esprit de valorisation et de connaissance du territoire, à l'échelle d'une région qui poursuit sa structuration à travers le Syndicat mixte Côte d'Opale, la Chambre de commerce et d'industrie Côte d'Opale, l'université multipolaire ULCO, les autoroutes ou des projets fédérateurs comme le Plus grand terrain de Jeux[Quoi ?] par exemple. Opal’TV peut donc être considérée comme un véritable outil d'aménagement de cette région.

### Émissions

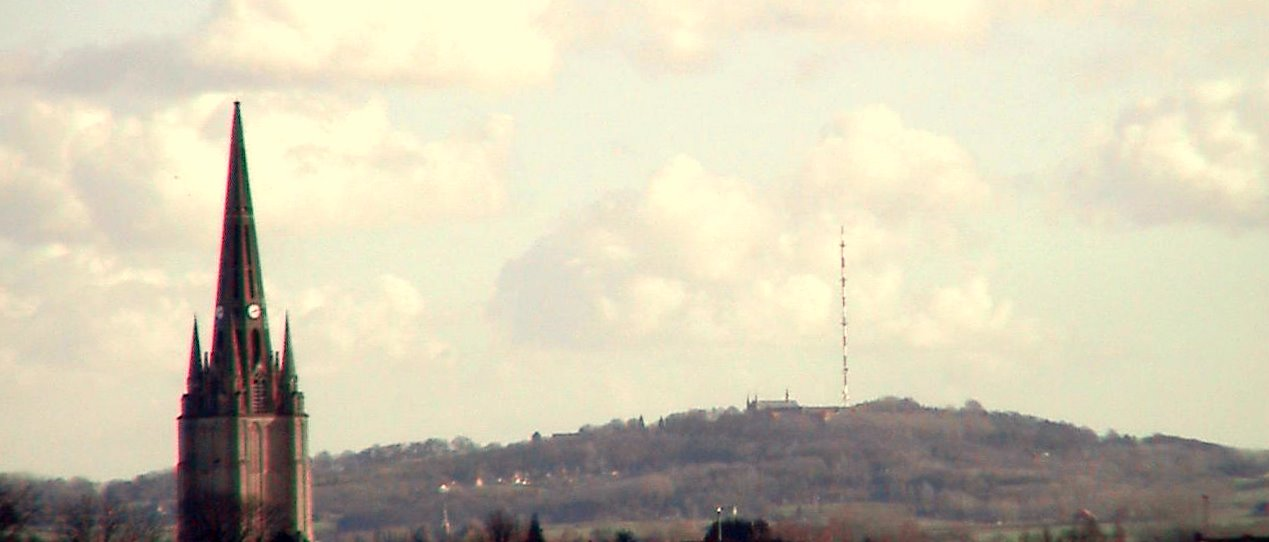
Le mont des Cats vu de Steenvoorde

- Midi chez vous, animée par Jean-Marc Raschia, est l'émission itinérante de la chaîne. Diffusée tous les jours de la semaine, du lundi au vendredi, de 12 h à 13 h, elle fait découvrir chaque jour une ville ou un village de la Côte d'Opale, de la Flandre, de l'audomarois ou du Pays des Sept Vallées. L'émission est enregistrée dans un lieu populaire comme un marché, véritable décor coloré et animé, ou aux bonnes tables de la région. Jean-Marc Raschia y interroge ses invités, qui font découvrir la ville, son patrimoine, ses attraits touristiques, ses spécialités gastronomiques, ses rendez-vous incontournables et ses personnages extraordinaires.
- Tous Opale, le magazine de l'actualité culturelle de la Côte d'Opale, est diffusé tous les mardis à 19 h. Pendant 30 minutes, Jérémy Allebée passe en revue l'actualité culturelle et artistique de la Côte d'Opale : actualité des musées, expositions à venir, pièces de théâtre à l'affiche, rencontres avec les auteurs, portraits d'artistes, chanteurs ou musiciens, annonces des grands rendez-vous à ne pas manquer.
- Vue sur mer, est le magazine maritime du littoral de la Côte d'Opale. Tous les jeudis à 19 h, Jérémy Allebée va à la rencontre des personnes qui vivent de la mer, s'en imprègnent ou sont tout simplement émerveillés par les paysages, les embruns, la houle et l'air iodé. Le patrimoine balnéaire, les sports nautiques, la faune et la flore du littoral de la Côte d'Opale sont aussi mis à l'honneur dans ce magazine.
- Esprit du sport est le rendez-vous hebdomadaire de sport sur Opal'TV. Tous les lundis à 19 h, l'actualité sportive de la Côte d'Opale est passée en revue avec des reportages, des interviews, des portraits.

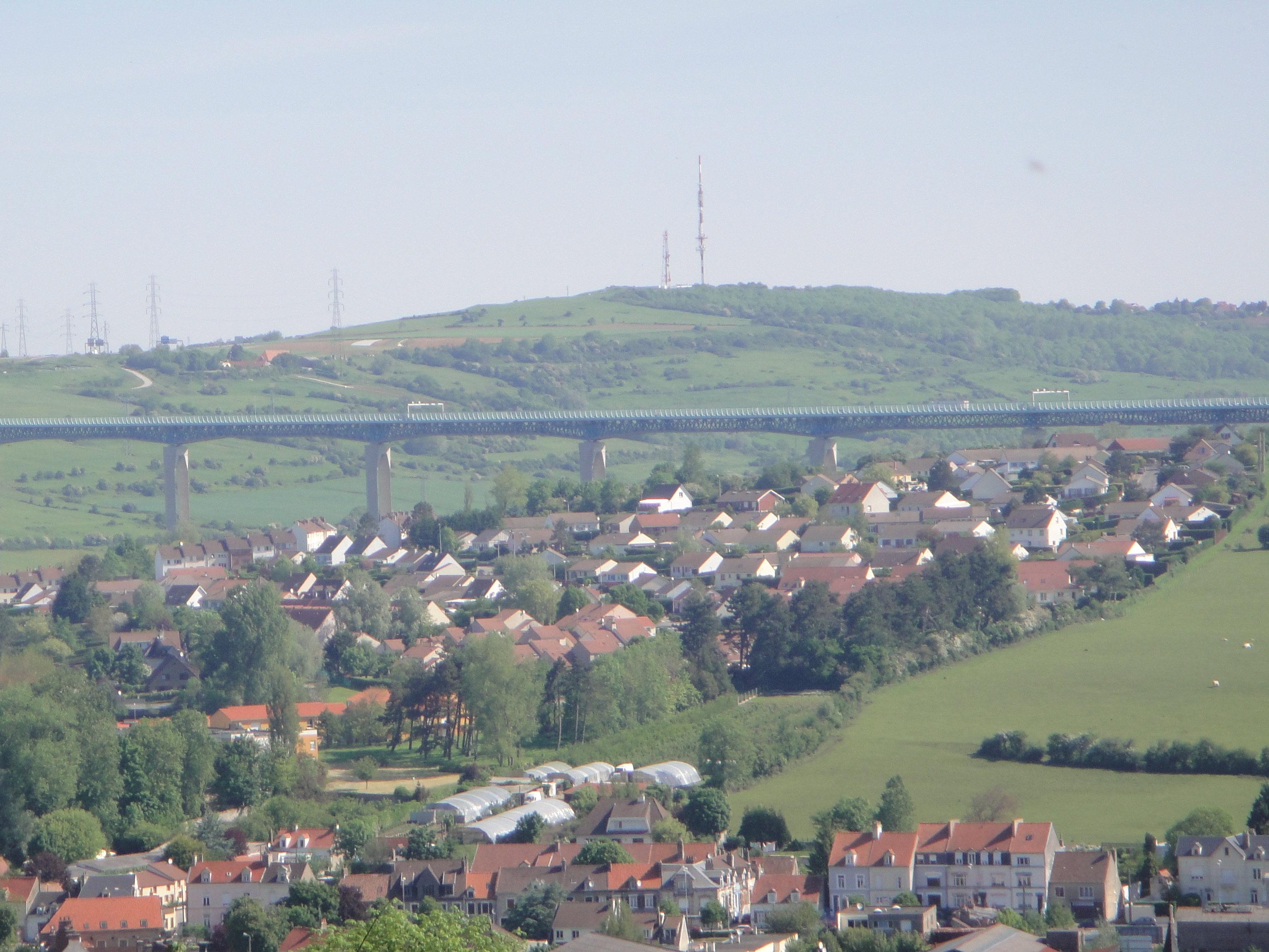
Le Mont-Lambert vu d'Écault

- Plus de sciences, le magazine consacré à la science et animé par Stéphane Paoli tous les mercredis à 19 h. Il met en valeur les chercheurs et tous ceux qui font la science au sein de notre région. Coproduit avec la région Nord-Pas-de-Calais et le Palais de L'Univers et des Sciences de Cappelle-la-Grande, le magazine veut mettre la science à la portée de tous, en traitant des sujets qui concernent chacun et en reliant le travail des chercheurs à des applications pratiques de la vie quotidienne.
- Terres de France, diffusé tous les dimanches à 20 h 30, est le premier magazine conçu par et pour les chaînes de télévision locales et régionales, regroupées au sein de l'association "Télévisions locales de France". Trente chaînes diffusent cette émission en simultané tous les dimanches soir. L'émission est animée par Jacques Legros, célèbre animateur de TF1. Durant une heure, les richesses culturelles, patrimoniales, festives, gastronomiques et les personnages qui font la vie des régions sont dévoilés. Une fois par mois, l’émission met à l'honneur un événement culturel régional de notoriété national, avec des reportages et des invités. Les trois autres émissions sont constituées de reportages réalisés par l'ensemble des télévisions partenaires.

Opal'TV diffuse également des flash d'informations, la météo (présentée tous les jours par Grégory Langlet du réseau Agate France) ainsi que les rencontres sportives en direct des clubs de la Côte d'Opale. La chaine rediffuse également certains programmes de la chaine locale du Nord, Wéo.

## Émetteurs
Opal'TV émet alors sur 2 émetteurs :
- Le Mont-des-Cats à Berthen, pour les villes de Cassel, Bergues, Dunkerque, Saint-Omer, Lumbres, Senlecques, Calais et leurs périphéries respectives.
- Le Mont Lambert à Saint-Martin-Boulogne, pour les villes de Boulogne-sur-Mer, Le Touquet, Berck, Montreuil et leurs périphéries respectives.

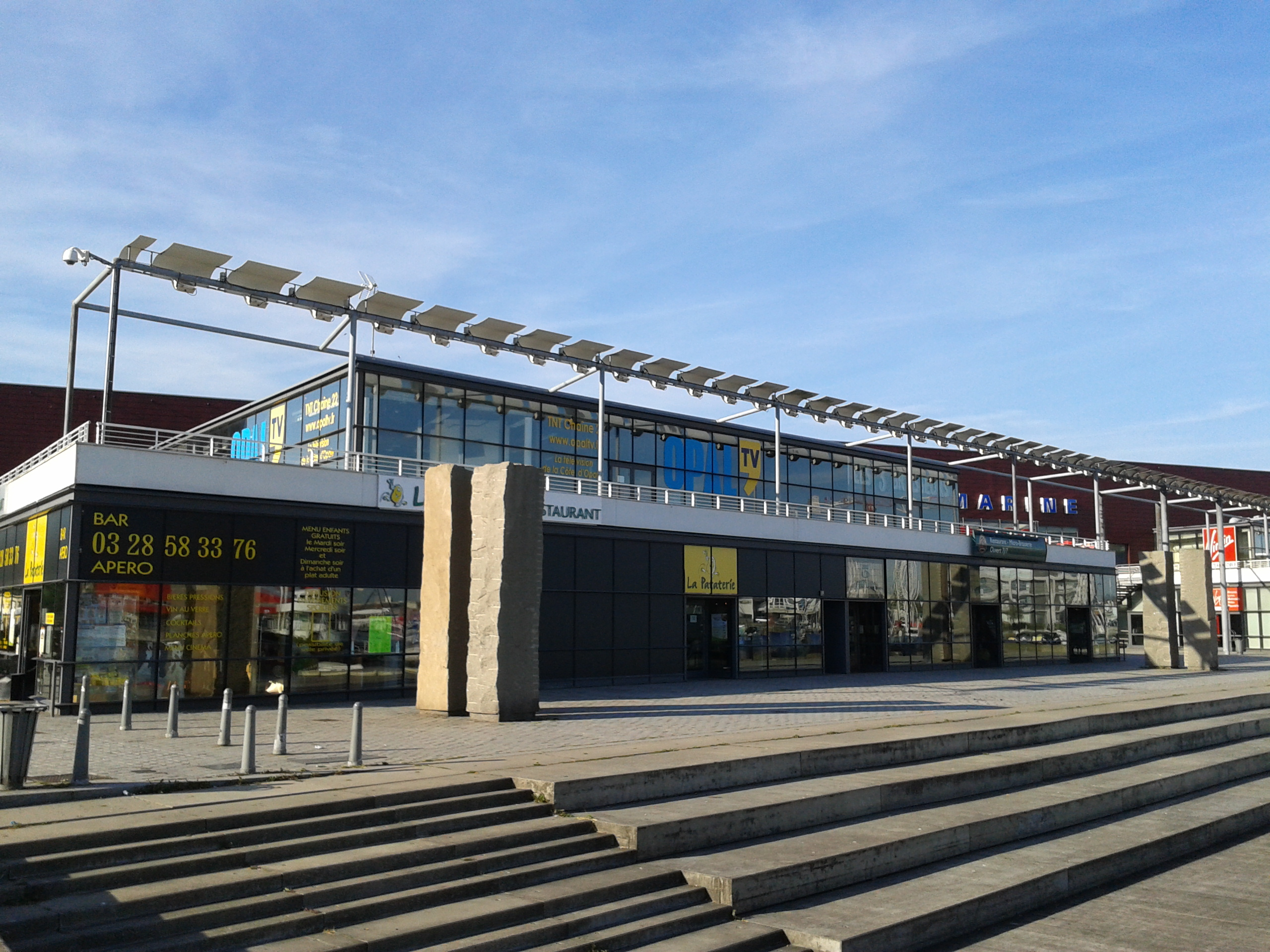
Les studios d'Opal'TV au Pôle Marine à Dunkerque.